# Europäische Zwergstaaten
Unter der Bezeichnung europäische Zwergstaaten oder Mikrostaaten fasst man die Staaten zusammen, die aus der Geschichte Europas als Staaten mit besonders kleiner Landfläche hervorgegangen sind, deren Eigenständigkeit jedoch heute uneingeschränkt anerkannt ist: Andorra, Liechtenstein, Malta, Monaco, San Marino und Vatikanstadt. Die meisten (außer Malta) verfügen über keine eigene Armee, sondern über Polizeieinheiten, teilweise unterhalten sie von alters her eine Post- und Währungsunion mit dem größeren Nachbarstaat. Das öffentliche Telefonnetz wird in einigen von ihnen von den Nachbarstaaten betrieben, ebenso die staatliche Strom- und Wasserversorgung sowie weitere Teile der Infrastruktur.

## Die sechs europäischen Zwergstaaten
| Staat         | Fläche (km²) | Einwohner | Einw. je km² | Bemerkungen / Stand                                                                             |
| ------------- | ------------ | --------- | ------------ | ----------------------------------------------------------------------------------------------- |
| Vatikanstadt  | ~0.000,44    | 000.618   | 01.405       | Davon nur 246 mit direktem Wohnsitz innerhalb der Vatikanstadt. Stand: Juli 2018 / Februar 2019 |
| Monaco        | ~0.002,03    | 038.350   | 18.892       | Dezember 2020                                                                                   |
| San Marino    | ~.61,        | 033.668   | 00.552       | November 2021                                                                                   |
| Liechtenstein | ~.160,5      | 038.583   | 00.240       | Januar 2022                                                                                     |
| Malta         | ~.316,0      | 514.564   | 01.628       | 2019                                                                                            |
| Andorra       | ~.468,0      | 077.146   | 00.165       | 2019                                                                                            |
| Gesamt        | ~1.008,00    | 702.929   | 00.~697~     |                                                                                                 |

Europäische Zwergstaaten mit Flaggen

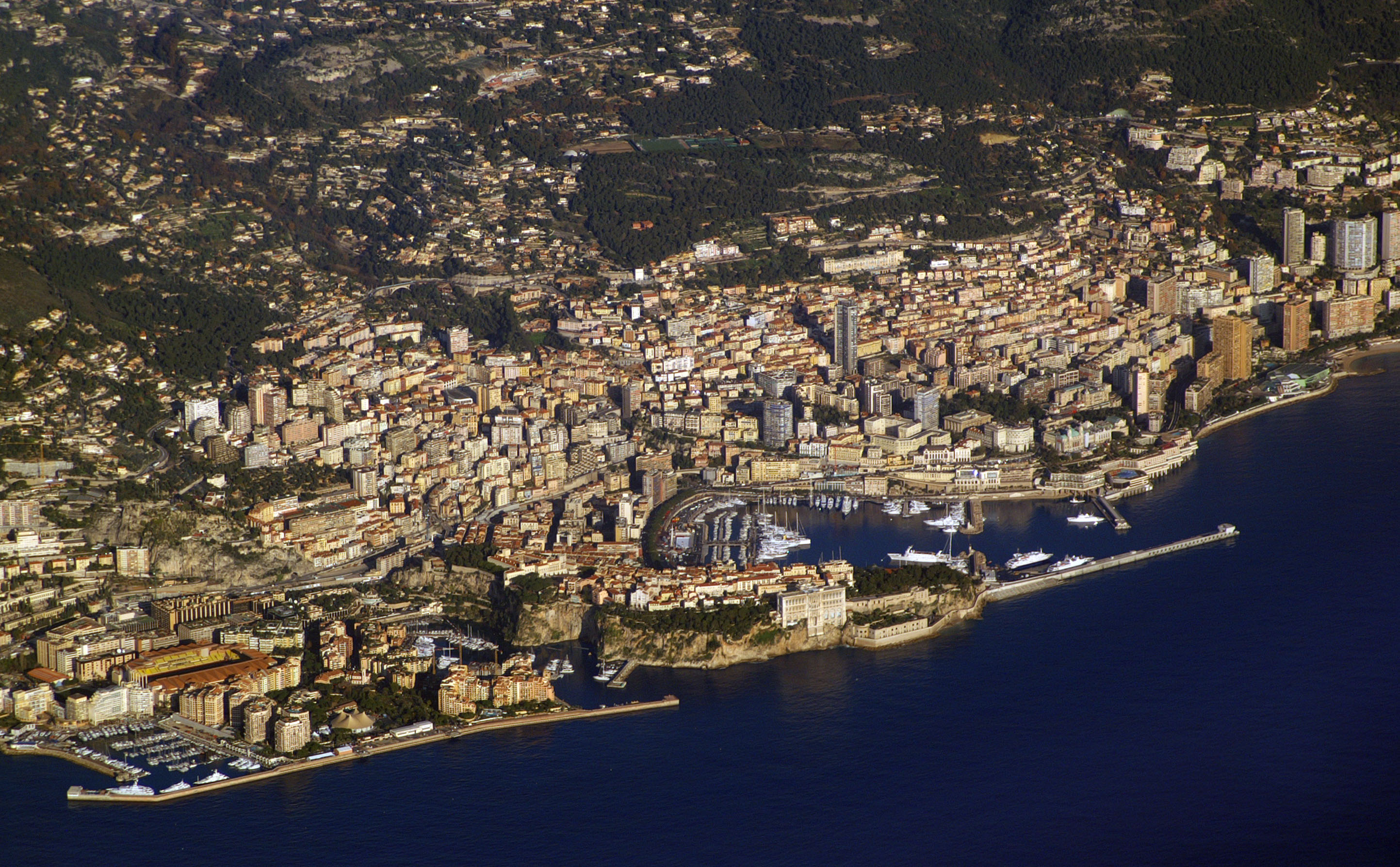
Luftansicht von Monaco

- Die Vatikanstadt knüpft an die Tradition des Kirchenstaates an, jener zentralitalienischen Gebiete, die bis 1870 direkt der Herrschaft des Papstes unterstanden. Sie wurde 1929 durch die Lateranverträge zwischen dem Heiligen Stuhl und dem Königreich Italien gegründet, indem der Heilige Stuhl den italienischen Staat anerkannte und im Gegenzug die Grenzen eines souveränen, vom Papst regierten Territoriums innerhalb der Stadt Rom festgelegt wurden; dieses besteht aus dem umfriedeten Vatikanhügel und dem Petersplatz. Einige vom Papst genutzte exterritoriale Anwesen, etwa die römischen Patriarchalkirchen und die päpstliche Sommerresidenz Castel Gandolfo, gehören nicht zur Vatikanstadt, sondern sind im Besitz des damit nicht identischen Völkerrechtssubjekts Heiliger Stuhl.

- Das Fürstentum Monaco an der französischen Riviera wird seit dem 13. Jahrhundert mit kurzen Unterbrechungen von der aus Genua stammenden Familie Grimaldi regiert. Zunächst von der Republik Genua beansprucht, wurde die Unabhängigkeit Monacos 1489 vom König von Frankreich und dem Herzog von Savoyen anerkannt. Monaco erreichte seine volle Unabhängigkeit 1860 im Zuge der italienischen Vereinigungskriege, als das Königreich Sardinien unter der Herrschaft des Hauses Savoyen(-Piemont) die an Monaco grenzende Grafschaft Nizza an Frankreich abtrat. Dabei verlor Monaco den östlichen Teil seines Territoriums (Roquebrune, Menton) bis zur italienischen Grenze an Frankreich.

- Die Republik San Marino ist die letzte Überlebende einer großen Zahl selbstregierter italienischer Gemeinden des Mittelalters. Sie überlebte die Konsolidierung Italiens in mittelgroße Staaten im 15. Jahrhundert und die Vereinigung Italiens im 19. Jahrhundert – auch dank ihrer seinerzeit schwer zugänglichen Lage auf einem hohen Grat des Apennin. Zumindest formell überstand sie auch die napoleonische Zeit und die Zeit des Faschismus in Italien, obwohl letztere sich auch in San Marino innenpolitisch auswirkte.

- Das Fürstentum Liechtenstein wurde 1806 nach Aufhebung des Heiligen Römischen Reiches bei fortbestehender starker innen- und außenpolitischer Anlehnung an das Kaiserreich Österreich und später Österreich-Ungarn selbständig. Ab 1919 richtete es sich stark auf die Schweiz aus (Zollvertrag und Währungsunion); seit etwa 1970 verstärkte es seine außenpolitische Tätigkeit (Beitritt zu Europarat, UNO und EWR). Es wurde zwischen 1699 (Erwerb der ersten Gebiete) und 1719 (Erhebung zum Reichsfürstentum) als Lehnsgut für das wohlhabende Haus Liechtenstein aus den Herrschaften Vaduz und Schellenberg geschaffen. Dank seiner geografischen Lage zwischen der Schweiz und Österreich ging es nicht während der Umwälzungen in Deutschland bei der Auflösung des Heiligen Römischen Reiches und in späterer Zeit unter.

- Die Republik Malta ist ein südeuropäischer Inselstaat im Mittelmeer. Malta wurde am 21. September 1964 vom Vereinigten Königreich unabhängig, dessen Kolonie es seit 1814 war. Am 1. Mai 2004 wurde Malta Mitglied der Europäischen Union; seitdem ist es hinsichtlich seiner Fläche und seiner Einwohnerzahl deren kleinster Staat. Mit rund 500.000 Einwohnern übertrifft Malta allerdings die anderen Zwergstaaten um ein Vielfaches und hat sogar eine größere Bevölkerung als Island, das mit mehr als 100.000 km² nicht zu den europäischen Zwergstaaten gezählt wird. Im Mittelalter teilte Malta zunächst die Geschichte Siziliens, doch durch die Ausbildung einer maltesischen Ethnie mit eigener semitischer Mundart seit dem 10. Jahrhundert bestand schon früh eine wesentliche Grundlage für die Nationenbildung.

- Das Fürstentum Andorra ist ein Überrest des Feudalismus in den Pyrenäen. Das Lehnsgut, das zunächst umstritten war, wurde während des größten Teils seiner Geschichte vom Bischof von Urgell und dem Grafen von Foix und in dessen Nachfolge vom französischen König bzw. Staatspräsidenten gemeinsam verwaltet. Das Fürstentum Andorra betrachtet sich als seit dem Jahr 1278 unabhängig. Seit 1993 ist die Regierung durch die beiden Ko-Fürsten nur noch symbolisch; nach der Verabschiedung einer neuzeitlichen Verfassung erfolgte die vollständige völkerrechtliche Anerkennung als souveräner Staat mit Beitritt zu den Vereinten Nationen und anderen internationalen Organisationen. Die autochthone Bevölkerung ist katalanisch wie jene nördlich und südlich der Grenzen Andorras.

Wegen ihrer geringen Größe, die die natürlichen Ressourcen und die Bevölkerungszahl begrenzt, haben die meisten Zwergstaaten besondere, auf ihre geringe Größe zugeschnittene wirtschaftliche Maßnahmen ergriffen – meist die Senkung der Steuern und das Anwerben von Investitionen. Viele der Zwergstaaten haben Zollunionen mit ihren großen Nachbarn geschlossen, um ihre wirtschaftliche Lage zu verbessern (Vatikanstadt und San Marino mit Italien, Liechtenstein mit der Schweiz und Monaco mit Frankreich). Dank dieser Unionen kommen Monaco, Andorra, der Vatikan und San Marino teilweise in den Genuss von Vorzügen der Europäischen Union (EU), ohne ihr beigetreten zu sein. Die Zwergstaaten verwenden z. B. den Euro als Währung und prägen eigene Euromünzen; lediglich in Liechtenstein gilt mit dem Schweizer Franken eine andere Währung. Da mit Ausnahme von Andorra keine Grenzkontrollen zu den Nachbarstaaten durchgeführt werden, sind sie – meist indirekt – auch Teil des Schengenraums. Liechtenstein hat formalere Bindungen an die Europäische Union, ist Teil des Europäischen Wirtschaftsraums und dem Schengener Abkommen unmittelbar beigetreten. Malta ist hingegen EU-Vollmitglied.

## Eingeschränkt souveräne Kleinstaaten
Weiterhin gibt es einige Gebiete in Europa, die zwar z. B. Außenpolitik und Verteidigung nicht selbst übernehmen, aber innenpolitisch weitestgehend autonom sind:
- Kanalinseln Guernsey und Jersey (direkt mit der Krone verbunden, kein Teil des Vereinigten Königreiches, sondern Reste des früheren Herzogtums der Normandie)
- Isle of Man (wie die Kanalinseln seit alters kein Teil des Vereinigten Königreiches, sondern unmittelbar der Krone unterstellt)
- Gibraltar ist ein Überseeterritorium des Vereinigten Königreichs. Es hat eine eigene Regierung, welche die Aufgaben der Selbstverwaltung erfüllt.
- Autonome monastische Republik Heiliger Berg (Athos) ist eine orthodoxe Mönchsrepublik mit autonomem Status unter griechischer Souveränität im Norden Griechenlands.
- Färöer (autonome Inselgruppe im Nordatlantik unter dänischer Oberhoheit)
- Åland (zu Finnland gehörende Inselgruppe, die weitreichende Autonomie hat)

## Sportwettbewerbe der kleinen und kleinsten Staaten Europas
Es gibt eine regelmäßige Sportveranstaltung europäischer Klein- und Zwergstaaten, die Spiele der kleinen Staaten von Europa (GSSE). Die üblichen Teilnehmer sind Andorra, Island, Liechtenstein, Luxemburg, Malta, Monaco, Montenegro, San Marino und Zypern.

## Zwergstaaten in der Geschichte
In vielen Ländern Europas gab es in der Geschichte Gebilde, die man heute als Zwergstaaten ansähe. Das Deutschland vor Napoleon bestand aus einer Vielzahl kleiner geografischer Einheiten, die untereinander Enklaven und Exklaven hatten.
Weitere europäische Zwergstaaten, die im 19. und 20. Jahrhundert für einige Zeit existiert haben:
- Republik Cospaia, 1441–1826
- Republik Gersau, 1815–1818
- Neutral-Moresnet, 1816–1919
- Freistaat Schwenten, 1919
- Freistaat Fiume (Rijeka), 1919/20–1924
- Memelland, 1920–1923
- Freie Stadt Danzig, 1920–1939
- Freies Territorium Triest, 1947–1954
- Saarland, 1947–1956 (sowie zuvor schon 1920–1935 de facto als Saargebiet)

Aufgrund ihrer territorialen Größe ist die Zuordnung einiger dieser Staaten zu den europäischen Zwergstaaten strittig. Infolge ihres teilautonomen Status, der ein weiteres Merkmal für die Zuordnung sehr kleiner Staaten zur Gruppe der Zwergstaaten sein kann, bezeichneten sich mehrere von ihnen als Freistaat.